# Choerophryne brunhildae
Espèce
Synonymes
- Albericus brunhildae Menzies, 1999

Statut de conservation UICN

 LC  : Préoccupation mineure
Choerophryne brunhildae est une espèce d'amphibiens de la famille des Microhylidae.

## Répartition

Aire de répartition de Choerophryne brunhildae.

Cette espèce est endémique de Papouasie-Nouvelle-Guinée. Elle se rencontre dans les monts Adelbert dans la province de Madang et dans les monts Bewani dans la province de Sandaun.

## Étymologie
Cette espèce est nommée en référence à Brunhilda.

## Publication originale
- Menzies, 1999 : A study of Albericus (Anura: Microhylidae) of New Guinea. Australian Journal of Zoology, vol. 47, no 4, p. 327-360.